# Ashley Gerasimovich
Ashley Gerasimovich es una actriz estadounidense, conocida por su papel de Delilah Parker en la serie de comedia de la cadena TBS The Detour . 

## Vida y carrera
Hizo su debut como actriz en la serie de drama médico Mercy (Misericordia) de 2009.  Su primer papel cinematográfico fue el de Samantha Wilson en la película de drama político biográfico Fair Game (Juego Limpio) de Doug Liman de 2010. 
Entre sus otras películas destacadas se incluyen We Need to Talk About Kevin (Necesitamos hablar de Kevin, 2011), The Stand Up (2011) y Take Me to the River (Llevame al río, 2015).
De 2016 a 2019 protagonizó la serie de TBS, The Detour .(El Desvío)

## Filmografía

### Película
| Año  | Título                      | Role            | Notas        |
| ---- | --------------------------- | --------------- | ------------ |
| 2010 | Juego limpio                | Samantha Wilson |              |
| 2011 | Necesitamos hablar de Kevin | Celia           |              |
| 2011 | Ashley                      | Ashley          | Cortometraje |
| 2011 | El Stand Up                 | Clara           |              |
| 2015 | Llévame al río              | Abadía          |              |
| 2015 | Mantenerse en contacto      | La joven Annie  |              |
| 2017 | Un sol diferente            | Nina            |              |

### Televisión
| Año       | Título                              | Role            | Notas                    |
| --------- | ----------------------------------- | --------------- | ------------------------ |
| 2009      | Merced                              | Katy Flanagan   | 1 episodio               |
| 2010      | Luis                                | Jane            | 4 episodios              |
| 2010      | Este cerdito                        | Zoie Graham     | Película para televisión |
| 2012      | 30 Roca                             | Niño            | 2 episodios              |
| 2013      | Vidas secretas de esposos y esposas | Kiki Dunn       | Película para televisión |
| 2013      | Sangre azul                         | Clara           | 1 episodio               |
| 2014      | Perezoso                            | Ámbar           | 1 episodio               |
| 2014      | El corazón, ella grita              | El joven Hurshe | 1 episodio               |
| 2016–2019 | El desvío                           | Dalila Parker   | 42 episodios             |